# Raimondo Prinoth
Raimondo Prinoth (Ortisei, 21 ottobre 1944 – 21 luglio 2006) è stato uno slittinista italiano.

## Carriera
Ha gareggiato nella competizione del singolo maschile di slittino ai Giochi olimpici invernali del 1968.

## Partecipazioni olimpiche
| Competizione | Pos. | Data            | Città    |
| ------------ | ---- | --------------- | -------- |
| Singolo      | 18ª  | 4 febbraio 1968 | Grenoble |